# Драгамож
Драгамож (также, Драгомож, Драгомуж, Драгамуж; лат. Dragamosus; погиб в 819) — князь племени гачан в IX веке.
Драгамож был зятем правителя Паннонской Хорватии Людевита Посавского. Несмотря на это, когда Людевит восстал против франков, Драгамож примкнул к Борне, князю Приморской Хорватии. В 819 году Борна потерпел сильное поражение. В этой же битве погиб Драгамож. Племя гачан перешло на сторону Людевита, но впоследствии Борне удалось подчинить их себе.